# Diascorhynchus
Diascorhynchus är ett släkte av plattmaskar. Diascorhynchus ingår i familjen Diascorhynchidae.
Diascorhynchus är enda släktet i familjen Diascorhynchidae.
Kladogram enligt Dyntaxa:
| Diascorhynchus | \| \| Diascorhynchus lappvikensis \| \| \| \| \| \| Diascorhynchus serpens \| \| \| \| |
|                | \| \| Diascorhynchus lappvikensis \| \| \| \| \| \| Diascorhynchus serpens \| \| \| \| |
|                | Diascorhynchus lappvikensis                                                            |
|                |                                                                                        |
|                | Diascorhynchus serpens                                                                 |
|                |                                                                                        |